# Blohm & Voss BV P.237
De BV P.237 is een project voor een duikbommenwerper dat werd ontworpen door de Duitse vliegtuigbouwer Blohm und Voss.

## Ontwikkeling
Het project stond onder leiding van Dr. Vogt en was voorzien van zijn favoriete asymmetrische configuratie. Het project werd opgestart om de Junkers Ju 87 Stuka te gaan vervangen. De beoogde opvolgers voor de Ju 87, de Junkers Ju 187 en Junkers Ju 287 waren geen succes geworden.
De romp was gemaakt van een lichtgewicht constructie. De motor was een BMW 801D-stermotor die was voorzien van een driebladige, houten VDM-propeller met verstelbare spoed. De motor was in de rompneus geplaatst. Direct achter de motor was een 900lt-brandstoftank geplaatst. De vleugels waren laag tegen de rompzijkant geplaatst. De vleugels waren geheel van metaal vervaardigd. In de vleugels waren nog brandstoftanks geplaatst voor in totaal 1.000 lt. Het landingsgestel werd buitenwaarts in de vleugels opgetrokken. De cockpit bevond zich in de gondel in de stuurboordvleugel en was gepantserd uitgevoerd.
De straatsectie was ook asymmetrisch uitgevoerd. De bewapening bestond uit twee 20mm-MG151/20-kanonnen en twee 13mm-MG131-machinegeweren. Er kon ook een SC 500-bom van 500 kg worden aangebracht. Ook konden er extra 30mm-MK108-kanonnen in de vleugels worden aangebracht.
Er werd een houten schaalmodel van het ontwerp gebouwd, maar het RLM wilde het asymmetrische ontwerp niet accepteren. Tevens was de oorlog in een fase gekomen waarin er geen behoefte meer bestond aan een dergelijk type vliegtuig. Tevens had men een ontwerp gemaakt dat was voorzien van een cockpit voor twee bemanningsleden en was uitgerust met een Junkers Jumo 004-straalmotor. Deze was onder de romp geplaatst tussen de cockpit en de romp.

##### Technische specificaties
- Spanwijdte: 14,46 m.
- Lengte: 10,75 m.
- Hoogte: 3,30 m.
- Vleugeloppervlak: 42 m².
- Maximumgewicht: 6.685 kg.
- Maximumsnelheid: 579 km/uur.
- Actieradius: 2.000 km.